# Imbrasia bubo
Imbrasia bubo är en fjärilsart som beskrevs av Eugène Louis Bouvier 1930. Imbrasia bubo ingår i släktet Imbrasia och familjen påfågelsspinnare. Inga underarter finns listade i Catalogue of Life.